# Temné proroctví
Temné proroctví (v anglickém originále The Dark Prophecy) je druhý díl pětidílné série fantasy dobrodružných románů Apollónův pád napsané americkým autorem Rickem Riordanem, který společně s dalšími knihami této série tvoří volné pokračování cyklu Bohové Olympu (Heroes of Olympus). Kniha vyšla v originále v roce 2017, do češtiny byla přeložena v témže roce.
Děj se odehrává v současné době a světě provázeném postavami z řecké a římské mytologie a odkazuje na události z dřívějších sérií. Na konci knihy je, jako v každém díle Ricka Riordana, slovníček odkazující na nadpřirozené postavy a objekty z řecko-římské mytologie.

## Postavy
- Apollón/Lester Popadopoulos – hlavní postava, bůh uvězněný v těle -náctiletého mladíka, který musí za trest sloužit mladé polobohyni Meg
- Meg McCaffreyová – polobohyně, dcera bohyně plodnosti země a rolnictví Deméter, která se snaží uniknout před svým nevlastním octem císařem jménem Nero
- Leo Valdez – polobůh, syn boha ohně a kovářství Héfaista
- Kalypsó – nymfa původně odsouzená žít za trest navěky na ostrově Ógygia, zachráněná Leem Valdezem, se kterým navázala vztah

## Děj
Děj je rozdělen do 42 kapitol, které jsou všechny popsané z pohledu Apollóna a jejichž název je vždy nějaké haiku, které je pro kapitolu nějakým způsobem vystihující. 

Apollón, bůh světla, slunce, léčitelství, umění, lukostřelby, poezie, tance a proroctví, byl za trest svým otcem Diem donucen žít v kůži teenagera Lestera Popadopoulose. Má za úkol sloužit polobohyni Meg McCaffreyové a s její pomocí osvobozovat bájná Orákula z moci jeho nepřátel. 
V tomto díle má mimo Meg další spojence z předchozí knižní série Bohové Olympu – Lea Valdeze a Kalypsó, kteří se mu rozhodli s jeho misí pomoci. Jeho mise však není zrovna snadná, protože mu v cestě stojí jako nepřátelé bájní římští císaři, mezi kterými je i nevlastní otec Meg Nero. 
Jejich výprava je zavede do Trofóniovy jeskyně, domova bájného Orákula Trofónia, syna Apollóna.